# هانس اسر
هانس اسر (آلمانی: Hans Esser; ۱۵ ژانویهٔ ۱۹۰۹ – ۲۶ اوت ۱۹۸۸) شمشیرباز اهل آلمان بود.
وی در مسابقات کشوری و بین‌المللی در مجموع برندهٔ ۱ مدال برنز شده‌است.